# Jazyk (lingvistika)

Jazyk a písmo pojí velmi těsný vztah

Jazyk je abstraktní struktura (řád mezi vhodnými primitivy) schopná nést informaci, a tak ji uchovávat a přenášet – sdělovat. Při aplikaci musí být materializována vhodně strukturovanou hmotou či energií (zdůvodnění viz Informace). Tak je jazyk i nástroj sloužící jako základní prostředek lidského dorozumívání, komunikace. Kromě funkce dorozumívací může plnit další funkce, např.
- apelovou (může sloužit k předávání příkazů),
- referenční (odkazuje se na časové nebo prostorové vztahy),
- kontaktovou,
- emotivní,
- expresivní,
- estetickou (poetickou) a
- metajazykovou.[2]

Odhadovaný počet jazyků na světě kolísá mezi pěti až sedmi tisíci. V mnoha případech je obtížné rozlišit mezi jazykem a dialektem; přesný odhad je tedy závislý na použitých metodách a stanovených kritériích. Akademici se shodují, že do konce tohoto století vymizí na 50-90 % současných živých jazyků.
Mluvený jazyk má ale i své limity, které naopak nemusí mít např. znakový jazyk.

## Etymologie
České slovo jazyk pochází z praslovanského základu *językъ, kteréžto slovo má nejblíže ke staroperskému slovu insuwis. Rekonstruovaný indoevropský kořen slova je patrně *n̥-ghú-, respektive *dnghu- či *dnghwa-, s významem jazyk (orgán), řeč, mluva, jazyk. První část je předpona *(d)n-, druhá část je kořen, který se promítl i do ostatních indoevropských jazyků (anglicky language či tongue, německy Zunge, rusky Язык (jazyk), francouzsky langage, španělsky lengua, litevsky liežùvis, latinsky lingua). Kořen mohl být také kontaminován kořenem slova lízat. Původ hlásky d v germánských a dalších jazycích (gótsky tuggo, staroirsky tege či velšsky tafod) není zřejmý, jedná se buď o zdvojení kořene slova nebo o tabuové důvody.

## Jazykověda
Vědecký obor zabývající se zkoumáním jazyka se nazývá lingvistika. Otázky týkající se filosofie jazyka byly pokládány již ve starověkém Řecku, byly zde otázky typu zda mohou slova reprezentovat zkušenost nebo motivovanost obsahu slov, konkrétními památkami jsou například Platónovy dialogy Gorgias a Faidros. Ještě časnějším dokladem uvažování o jazyku jsou gramatiky sanskrtu, nejranější záznamy o kodifikaci liturgického jazyka a uspořádání znaků do abecedy patří do období 8. století př. n. l. Zásadním dílem je Pāṇiniho gramatika ze 6. století př. n. l. Významní myslitelé vyjadřující se k jazyku jako třeba Rousseau tvrdí, že jazyk pochází z emocí, zatímco Kant je zastáncem názoru o původu racionálním (rozumovém) a v logickém myšlení. Filosofové dvacátého století jako Wittgenstein tvrdí, že samotná filosofie je studiem jazyka. Do dějin lingvistiky se silně zapsali například Ferdinand de Saussure svou teorií jazykového znaku a příklonem ke struktuře a Noam Chomsky teorií generativní gramatiky.

## Jazyk a informace
Důvody proč informace vyžaduje jazyk (kontejner) jsou dva:
První z nich je princip lidské komunikace, kterým člověka obdařila příroda, neboť jazyk je v ní zásadní součástí. V tomto případě jazykové konstrukty – formy (slova, věty, dendrologické řezy ...) slouží jako pointery (ukazatelé) do vnitropsychického kognitivního modelu příjemce zprávy, umožňující mu přiřadit přijatému jazykovému konstruktu – formě informaci, kterou považuje za nejvhodnější. Toto přiřazení se nazývá konotace a znamená, že příjemce zprávy jazykové formě porozuměl, přiřadil ji význam. (toto je jen část potřebná pro vysvětlení funkce jazyka, celý princip lidské komunikace viz Konotace/Komunikace. 
Druhým důvodem je, že archivaci (pamatování), šíření i zpracování informace nelze provést jinak, než využitím procesů reálného (materiálního) světa. Má-li se v reálném světě něco dít, musejí probíhat interakce (vzájemné působení entit reálného světa). Znamená to, že informaci, která je abstraktní entitou (tvůrčí lidský výmysl), není aktérem, je třeba včlenit do reálného světa interakcí, učinit ji aktérem v něm. Lze to pouze prostřednictvím jazyka (informace jako abstraktní entita je jinak neuchopitelná), který je nositelem informace výše popsaným způsobem (tedy tak, že jeho konstrukty slouží jako pointery). Proto všechny výše zmíněné operace s informací, jsou ve skutečnosti operacemi s kontejnerem – jazykem.
Jazyk má vzhledem k informaci funkci prostředníka, který jí umožňuje (propůjčuje ji své vlastnosti) přestoupit z jednoho prostředí reálného světa do jiného prostředí reálného světa, např. z lidské psýchy (biochemických a elektrochemických interakcí probíhajících v lidském mozku) do vnějšího reálného světa interakcí (např. akustických vln vyvolaných lidskými hlasivkami) a obráceně. Takovému prostředníkovi se někdy říká vehikulum. Takto označuje vnější sdělovací jazyk např. sémiotik Charles William Morris.

## Kodifikace, definice a struktura

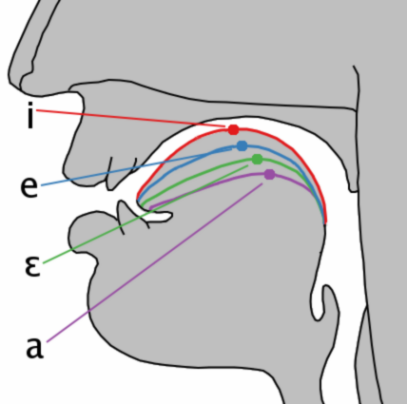
Poloha jazyka při různé artikulaci samohlásek

Přirozené jazyky jsou mluveny, znakovány nebo psány, ale všechny jazyky mohou být zaznamenány jako audiozáznam, video nebo taktilní záznam Braillovým písmem. Toto je dáno modální nezávislostí (způsobu předání samotného sdělení). Z perspektivy filosofie může být jazyk definován několika způsoby: 1. kognitivní schopnost učit se a požívat komplexní systémy komunikace, 2. jako médium k popsání zákonů, na základě kterých tyto systémy fungují, 3. souhrn výpovědí, které mohou být vypovězeny na základě těchto zákonů.
Všechny jazyky procházejí procesem sémiózy – přiřazování znaků (slov) k jednotlivým významům. Orální, manuální a taktilní jazyky obsahují fonologický systém, který je souborem pravidel podle kterých se jednotlivé jazykové znaky (nejmenší jednotky nesoucí význam(fonémy)) řadí do sekvencí, kterými jsou významově větší slovotvorné celky (morfémy) nebo slova (lexémy). Syntaktický systém se potom stará o kombinaci slov do frází a výpovědí.

## Vlastnosti a funkce
Lidský jazyk má vlastnosti produktivity, rekurzivity a umístění, celkově potom závisí na společenské konvenci a učení. Jeho komplexní struktura vyžaduje mnohem širší zásobu významů než jakýkoliv známý systém zvířecí komunikace. Za počáteční stav jazyka je považováno období, kdy raní hominidé začali postupně měnit své primární dorozumívací systémy, tohoto stavu se přímo týkají teorie tzv. jiných myslí a sdílené intence. Často bývá tento stav dáván také do souvislosti s narůstající kapacitou mozku a vznik různých struktur jazyka je potom spojován s různými komunikačními a společenskými funkcemi. Jazyk je zpracováván v mnoha různých oblastech mozku, za jazyková centra jsou však považována Brockova a Wernickeho oblast. Lidé se učí jazyk v raném dětství a děti plynně mluví, když jsou jim přibližně tři roky. Používání jazyka je hluboce spjato s lidskou kulturou. Společně s jeho hlavním účelem, tedy komunikací, slouží jazyk také v mnoha společenských a kulturních ohledech jako například příslušnost k jisté sociální skupině, sociální stratifikace či zábava.

## Jazykový zeměpis
Jazyky se vyvíjejí a rozrůzňují průběhem času. Historie jejich evoluce může být rekonstruována například srovnávací metodou, kdy se při porovnávání moderních jazyků určuje, který prvek musel mít společný prajazyk, aby se došlo vysvětlení následujících stupňů vývoje. 
Skupina jazyků, které se vyvinuly ze společného předka se nazývá jazyková rodina. Mezi nejpoužívanější patří 6 jazykových rodin:
- indoevropská jazyková rodina se zástupci např. čeština, angličtina, ruština, kurdština nebo hindština;
- sinotibetská jazyková rodina, např. tibetština, mongolština a dialekty či jazyky čínštiny a další;
- afroasijská jazyková rodina – arabština, somálština, hebrejština;
- bantuské jazyky, např. svahilština, zuluština a stovky živých subsaharských jazyků;
- Malajsko-polynézské jazyky – indonéština, malajština a stovky pacifických jazyků;
- Drávidská rodina jižní Indie, mimo jiné tamilština a telugština.

Dalšími jsou např. indiánské jazyky, domorodé jazyky australské a tichooceánské. Některé jazyky jsou samostatné, bez příslušnosti k jazykové rodině.

## Definice jazyka
Jazyk je kód či šifra sloužící ke komunikaci a přenosu sdělení; na rozdíl však od jazyků umělých, které slouží například k programování, je lidský jazyk přirozeně vzniklý a dynamicky se vyvíjející. Rozdíl mezi přirozenými a umělými jazyky je především fakt, že formální (umělé) jazyky jsou pouze systémy znaků ke kódování a dekódování sdělení, naproti tomu přirozené jazyky plní řadu dalších úloh, např. společenskou. Lidské jazyky studuje obor lingvistika čili jazykověda.
Jazykověda nahlíží na jazyk ze dvou stran. Jednak jako abstraktní koncept a jednak jako specifické systémy – např. čeština. Švýcarský lingvista Ferdinand de Saussure definoval moderní lingvistiku. Použil francouzské termíny
- langage k označení jazyka jako konceptu společného všem,
- langue jako konkrétní jazyk a
- parole jakožto specifický akt komunikace proběhlý v některém z jazyků.

Když mluvíme o jazyku jako o obecném konceptu, mohou být použity definice, které zasahují různé stránky tohoto fenoménu. Rozličné definice přinášejí mnohost přístupů a chápání jazyka. Podobné nuance nastávají i u lingvistických škol a teorií s nimi spjatých a jimi zastávaných.
Mohou to být například:
1. hlavní dorozumívací prostředek mezi lidmi,
2. znakový systém, pomocí kterého se popisují věci, akce, myšlenky a stavy,
3. nástroj, který lidé používají pro vyjádření svých představ reality a pro jejich následné sdělení jiným lidem,
4. systém významů sdílený lidmi,
5. soubor gramaticky správných vyjádření (tj. slova, věty apod.),
6. v širším významu i další kódovací nebo dorozumívací systémy, například jazyk neslyšících (znakový jazyk), programovací jazyk, zvukové projevy zvířat apod.další stránkou jazyka je uchovávání informací

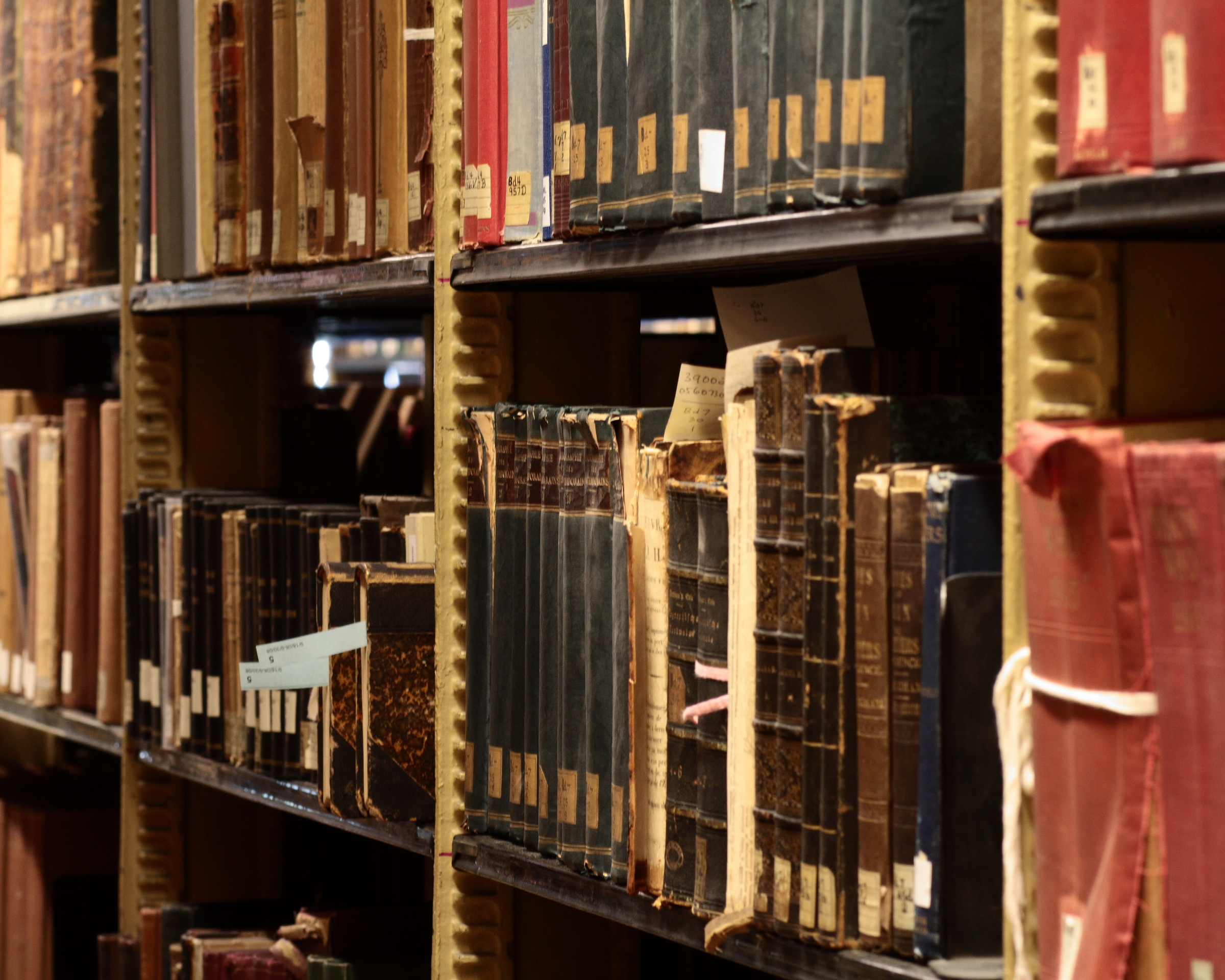
další stránkou jazyka je uchovávání informací

Debaty o přirozenosti a původu jazyka byly vedeny od starověkých dob. Řečtí filosofové Gorgias a Platón polemizovali o vztazích mezi slovy, univerzáliích a motivovanosti slov jsoucny. Platón zde prohlašuje, že komunikace je možná, protože jazyk reprezentuje představy a koncepty, které existují nezávisle na jazyku, avšak pro jazyk jsou zásadní. Mohou být chápány jako zrcadla reality, která jazyk obklopuje.
Během osvícenských debat o původu člověka bylo velmi módní polemizovat též o původu jazyka. Myslitelé jako Rousseau a Herder prosazovali názor o původu jazyka z emocí a instinktivní potřeby se vyjadřovat a jde tedy o jev blízký hudbě nebo poezii. Naproti tomu racionalisté, jmenovitě Kant nebo Descartes, viděli zdroj v racionálním uvažování a pragmatické potřebě komunikace. Na přelomu dvacátého století začali badatelé jako Wittgenstein zjišťovat, jakou roli hraje jazyk při běžném prožívání světa. Zda jazyk reflektuje objektivní skutečnost světa nebo jestli je tím médiem, kterým chápeme svět. Tyto úvahy vedly k přehodnocení otázek tehdejší filosofie na otázky lingvistické. 

## Jazyky formální a neformální
Základní dělení jazyků je na formální a neformální. 
Formální jazyky jsou umělé jazyky (matematika, formální logiky, počítačové jazyky), které se vyznačují tím, že interpretace jejich jazykových konstruktů má nulovou vnitřní (vnitropsychickou) vágnost (neurčitost, mlhavost, rozmazanost), tedy, že je exaktní. Jinými slovy, každý vědoucí člověk naprosto přesně, bez jakýchkoli pochyb ví, co znamenají, tedy jaký mají význam. Jinak řečeno, znamená to, že v rámci dané vědecké komunity je sémantický diferenciál jejich významu nulový. Formální jazyky jsou tak součástí exaktního světa, a mohou reprezentovat (vypovídat o, popisovat) pouze entity exaktního světa. Znalosti o reálném světě mohou reprezentovat pouze prostřednictvím veličin, které mají tu vlastnost, že jsou měřitelnou elementární součástí světa reálného (sondami do něho, či jeho zástupci), i součástí světa exaktního (mají exaktní interpretaci), a tak tvoří most mezi oběma světy. 
Poznání uskutečněné s použitím veličin nazýváme umělé (exaktní Newtonovo) a poskytuje znalosti s nulovou vnitřní vágností viz věda. I formální jazyky musí (z mnoha důvodů) být schopny reprezentovat informací s vágností. Jelikož vnitřní vágnost to být nemůže (nesmí), může to být pouze jazykově uchopitelná nejistota (vnější vágnost), a pro ten účel je k dispozici (jazykové rozšíření o) popis fuzzy nebo stochastickými hodnotami veličin, a fuzzy či stochastickými vztahy mezi veličinami. Takové rozšíření rozšiřuje aplikovatelnost jazyka – jeho vyjadřovací sílu. Ilustrací může třeba být rozšíření Turingova stroje na stochastický Turingův stroj, a porovnání vyjadřovací síly jazyků jimi generovaných. Pro jiné se nabízí porovnání působnosti jazyků deterministické a stochastické fyziky. Princip je ten, že připustíme-li více nejistoty, můžeme se dovědět (viz poznání, věda), a tak i jazykově reprezentovat (tedy i sdělovat) více.
Neformální jazyky jsou přirozené, živé i neživé, umělé např. esperanto, vnitropsychické nebo umělecké, jako je malba, kresba, skulptura atp. Jsou to jazyky s inherentní vágností interpretace svých jazykových konstruktů (slov, vět, tahů štětcem apod.). Tato interpretace, je vágní, subjektivní a emocionální, měnící se od člověka k člověku, a u každého z nich v čase, a říká se jí konotace.. Sémantický diferenciál konotace je vždy nenulový, a dá se měřit metodami sémantického diferenciálu. 
Neformální jazyky (díky své velké toleranci k vágnosti) mohou reprezentovat velice rozsáhlou paletu druhů informace s inherentní (vnitřní) vágností interpretace, třeba od momentálního rozpoložení lidské psýchy daného člověka, po znalosti o reálném světě, získané přirozeným (vágním) lidským poznáním.
Převoditelnost informace z jazyka do jazyka je možná vždy jen v rámci téže skupiny jazyků, tedy formálních (např. z matematické reprezentace do počítačového jazyka) a neformálních (např. z angličtiny do češtiny, z malby do skulptury), nikoli mezi oněmi skupinami, jak je zřejmé z jejich vztahu k vnitřní vágnosti. Převod z vnitropsychických jazyků do vnějšího sdělovacího jazyka nazýváme formulace (viz obr. 1.), opačný převod nazýváme konotace (viz obr. 1.). Oba tyto převody jsou vágní, subjektivní a emocionální, měnící se od člověka k člověku, i u každého z nich v čase. V případě, že vnitropsychické zpracování informace probíhá ve formálním jazyce (u matematiků, a jiných vědců z oboru exaktní vědy), výše zmíněné převody jsou triviální (nic se jimi nemění) a tak jsou exaktní.
Je vhodné upozornit, že neformálním (přirozeným) jazykem lze vyjadřovat i jména entit exaktního světa, např. jména herních karet a operací nad nimi (jsou dány pravidly hry), jména šachových figur a operací nad nimi, jména matematických objektů a operací nad nimi, např. derivace dráhy podle času, jména čísel, apod. Platí to v okruhu lidí, kde význam oněch entit exaktního světa každý z jedinců exaktně (tedy bez jakýchkoli pochyb) zná. V tomto případě nastává výjimečná situace, kdy konstrukty přirozeného jazyka ztrácejí svoji přirozenou vágnost, subjektivitu a emocionalitu a dostávají tak exaktní význam. Je to tím, že odkazují k exaktním entitám. Nezískávají však nástrojovou sílu formálního jazyka, který obvykle umožňuje (obsahuje nástroje pro) formální inferenci (odvozování), kdy je možno pouze na základě syntaktické složky (formy) odvodit nové jazykové konstrukty, jež mohou mít nový informační význam, viz Exaktní věda, tam Příklad inference ve formálním systému.

### Sémantický trojúhelník

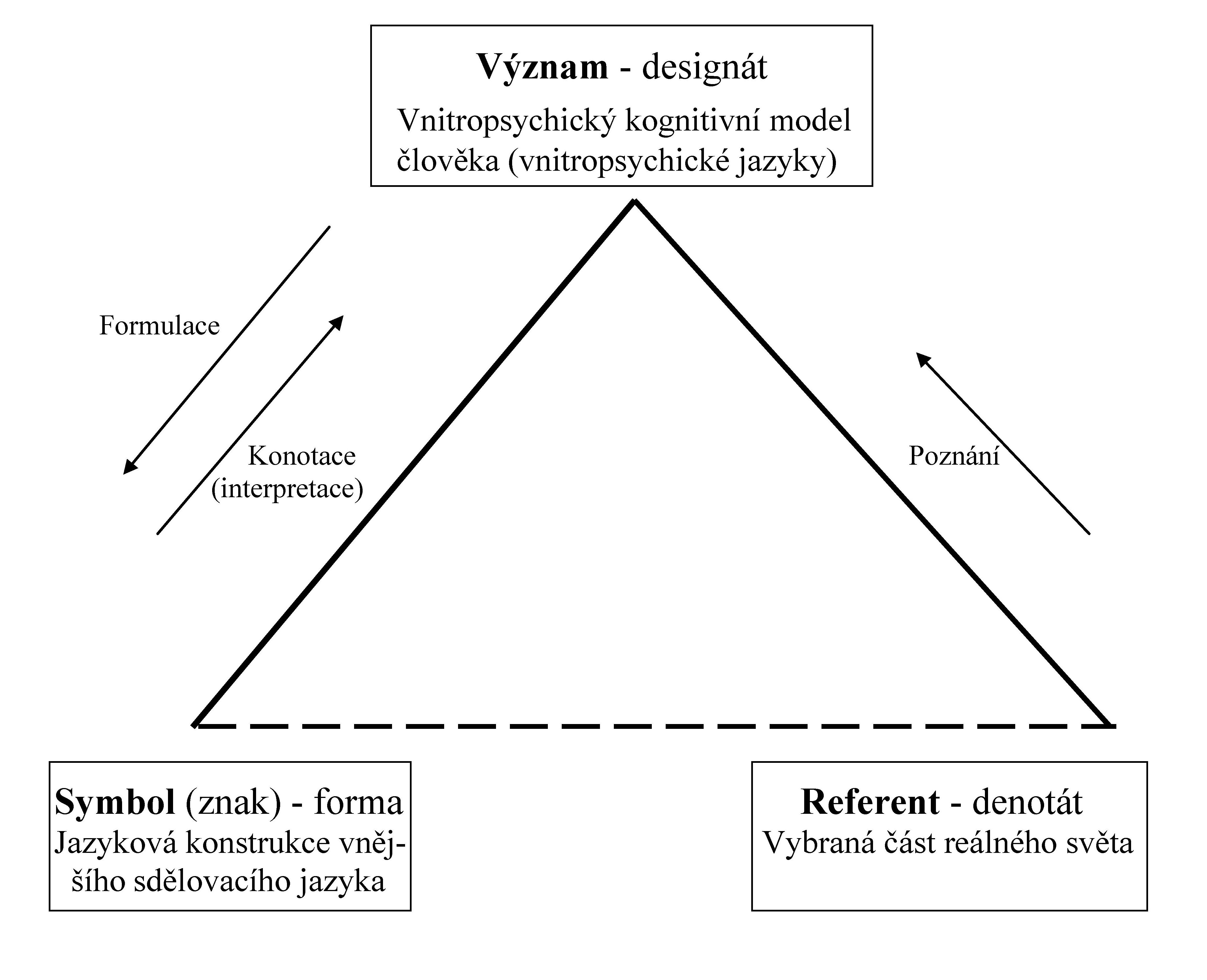
Obr. 1 Sémantický trojúhelník

Souvislost mezi reálným světem, jeho poznáním, poznáním vytvořeným vnitropsychickým kognitivním (znalostním) modelem a sdělením o poznaném, graficky znázorňuje trojúhelník uvedený v obr. 1. Říká se mu sémantický či sémiotický, podle toho, na co se při výkladu klade důraz. Najdeme ho v mnoha modifikacích a pod jmény mnohých autorů, např. Fregeho, Ogdenův–Richardsův a další. Podstava trojúhelníka nezobrazuje žádný vztah, neboť veškeré vztahy jsou zprostředkovány lidskou psýchou umístěnou v trojúhelníku na jeho horním vrcholu. Pokud by podstava měla zobrazovat nějaký vztah, musel by zde být další lidský aktér a to není. Někdy se do vztahů v trojúhelníku omylem vkládá vnější pozorovatel (další aktér), a vniká dojem, že podstava nějaký vztah zobrazuje. Vnější pozorovatel se na trojúhelník dívá, neúčinkuje v něm, jeho pohledem, ani jeho přemýšlením nad vztahy v trojúhelníku, se v trojúhelníku nic nemění.
Směry šipek v obr. 1. ukazují na výsledky příslušných operací.

## Jazyk a logika
Jazyk a logika odedávna sdílely společnou pozornost vědců. Ta z hlediska logiky vznikala tak , že v  minulosti vědci (např. Rudolf Carnap, Gottlob Frege, Bertrand Russell, Ludwig Wittgenstein…), hledali, takovou vlastnost (logickou výstavbu) přirozeného jazyka, která by umožnila zajistit (ostrou, bezvýhradnou) rozhodnutelnost výroků, tedy určit výroky pravdivé a nepravdivé. Tuto vlastnost jazyka nazýváme nulovou vnitřní vágností, kdy jazykové konstrukty mají exaktní interpretaci. Neuvědomovali si, že jazykové konstrukty přirozeného jazyka (slova, věty) mají neodstranitelnou vnitřní vágnost, tedy mají vždy vágní, a tak i subjektivní, a emocionální význam, měnící se v čase (viz konotace), a tak že jejich snaha je marná. Žádný konstrukt přirozeného jazyka nemůže být součástí dvou hodnotové logiky, jelikož problém rozhodnutelnosti (pravdivý, nepravdivý) v neodstranitelné mlze vágnosti významů přirozeného jazyka nelze nastolit, tím méně vyřešit. Rozhodnutelnost je možná pouze v exaktním světě . Bloudili v (nedosažitelných) možnostech přirozeného jazyka, až se jejich snahy rozplynuly v mlze odmlčení. Stále však (i mezi odborníky) přetrvává nákaza zmatení lidských myslí, způsobená oním blouděním, proto je nutno na ni upozornit. 
Ze shora uvedeného tedy plyne, že logika postavená nad přirozeným jazykem nemůže existovat, a to ani ve své neformální podobě (není schopná zajistit rozhodnutelnost), ani ve formální podobě (přirozený jazyk nemůže být součástí exaktního světa). Existuje pouze formální logika, která je postavená na umělém formálním jazyce.

## Jazyk a jeho vazba s poznáním z hlediska vágnosti
Zde je ukázána vazba jazyka s poznáním pouze z hlediska vágnosti (neurčitost, mlhavost, rozmazanost). Je třeba poznamenat, že jinak je tato vazba mnohem širší, neboť prohlubování a rozšiřování poznání vyžaduje zavádění nejen nových pojmů, ale i nových jazyků. Příkladem může být situace, kdy I. Newton pro své zákony mechaniky potřeboval (a vybudoval) jazyk schopný popisovat spojitý (odehrávající se po nekonečně malých přírůstcích jak dotyčné veličiny, tak času) dynamický (s uvažováním vlivu setrvačnosti) pohyb. Vytvořil nový matematický nástroj-jazyk, jímž byla teorie fluxí (teorie plynoucího – infinitesimální počet), poněkud nemotorný, ale funkční integro-diferenciální počet, nebo třeba ve 20. stol. vytváření nových (jazykových) odvětví matematiky nutný pro rozvoj fyziky částic.
Poznání reálného světa je základní přírodní výbavou člověka, umožňující mu přežití v něm. Reálný svět je nedozírně rozsáhlý a hluboký, avšak získané poznatky (vnitropsychický kognitivní model dané části reálného světa) musí obsahovat pouze konečné množství informace. Musí tedy existovat filtr poznání, provádějící selekci a tak redukci množství informace. Příroda obdařila člověka filtrem poznání, jímž je vágnost. Veškeré informace (znalosti) získané přirozeným lidským poznáním nemohou být tedy jiné než vágní. O vágních znalostech nelze vypovídat jinak než vágně. Vágnost vnesená do znalostí přirozeným filtrem poznání je vnitropsychická, říkáme jí vnitřní vágnost, a pro druhého člověka je utajená, může jí jen odhadovat. Jistou část svých znalostí je člověk schopen převádět do vnějšího komunikačního jazyka – formulovat (viz obr. 1), a tak sdělovat. Vágnost uchopitelnou (vnějším) sdělovacím jazykem nazýváme vágnost vnější. Vágnost ve sdělení má, mimo jiné, funkci, kterou je vyladění – optimalizace pravdivosti sdělení – nejmenší ztráta informace. Optimalizace pravdivosti sdělení adekvátní vágností říká: Sdělení má mít stejnou vágnost, jakou má informace získaná poznáním . Vysvětlení: Vnáší-li sdělující do sdělení větší vágnost, než odpovídá jeho poznání (zdroji informace), ošizuje příjemce o informaci. Na druhou stranu, zmenšuje-li vágnost sdělení oproti vágnosti svého poznání, „vymýšlí si“ a znehodnocuje předávanou informaci. Použitý jazyk je tedy, co se vágnosti týče, svázán s poznáním, jinak řečeno, poznání vyžaduje pro sdělení (záznam) poznaného, adekvátní jazyk. Potřebná vágnost přirozeného jazyka je především ve vágní (a též emocionální a subjektivní) interpretaci (tj. přiřazení významu) jeho jazykových konstrukcí – výrazů (slov, vět), které říkáme konotace viz obr 1. Mimoto přirozený jazyk disponuje nástroji pro reprezentaci vnější vágnosti. Jsou to např. výrazy několik, snad, asi ano apod. Říká se jim neurčité kvantifikátory. I pro ty však platí, že jsou interpretovány s vnitřní vágností, subjektivitou a emocionalitou.
Z výše uvedené optimalizace pravdivosti sdělení plyne, že požadujeme-li odbourat vnitřní vágnost ve sdělení zcela (anulovat ji), pak ovšem musí být nejprve zcela odbourána v poznání (zdroji informace). Má-li poznáním získaná informace být bez vnitřní vágnosti, musí být zvolen jiný filtr poznání. Tím přecházíme z přirozeného lidského světa, do světa umělého. Říkáme mu svět exaktní, a vysvětlíme proč. U přirozeného jazyka nelze zcela odstranit (anulovat) vnitřní vágnost, lze však vybudovat umělé formální jazyky (matematika, formální logiky, programovací jazyky), které mají vnitřní vágnost konotace nulovou (tak mají exaktní interpretaci) a jinou mít z principu nemohou. Tato vlastnost (exaktní interpretace) je však vykoupena restrikcí (zúžením ve srovnání s přirozeným jazykem) aplikovatelnosti (vyjadřovací síly) formálního jazyka, a to pouze na entity exaktního světa, jen o těch může vypovídat, reprezentovat je. Máme tedy jazyk, který je schopen reprezentovat znalosti s nulovou vnitřní vágností. Ty však nejdříve musí být získány odpovídajícím poznáním, poskytujícím znalosti rovněž s nulovou vnitřní vágností, tedy rovněž z exaktního světa. Jedná se nyní tedy o to, jak nahradit filtr přirozeného poznání (vágnost) jiným filtrem, který by poskytoval informace o reálném světě s nulovou vnitřní vágností, tedy exaktně. Je třeba vysvětlit, jak uskutečnit exaktní poznání, tedy poznání, kdy znalosti získané z reálného světa jsou součástí exaktního světa. Zázračný most mezi reálným a exaktním světem, který to umožňuje, se jmenuje veličina (např. intenzita elektrického pole, rychlost, koncentrace kyseliny dusičné, atp.). Je společná oběma zmíněným světům, neboť v exaktním světě je exaktně vytyčena (každý vědoucí člověk bez nejmenších pochyb ví, co znamená, tedy jaký má význam), a v reálném světě je elementární měřitelnou sondou do něho, a tak jeho elementárním měřitelným zástupcem. A jak je to s tím umělým filtrem, který umožňuje vyhnout se vnitřní vágnosti? Pro každý problém reálného světa, který má být uchopen exaktně, je třeba zvolit skupinu vhodných veličin, nalézt přírodní zákonitosti, které v reálném světě mezi nimi platí, a ty popsat matematickým jazykem. Dostáváme tak matematický znalostní (kognitivní) model dané části reálného světa. Skupina vybraných veličin tvoří diskrétní Newtonův filtr (síto), kterým se na danou část reálného světa díváme. Vztah jazyka a poznání v exaktním světě je tedy takový, že exaktní jazyk (s nulovou vnitřní vágností interpretace) slouží exaktnímu poznání, poskytujícímu znalosti rovněž s nulovou vnitřní vágností.

## Přirozený jazyk a jeho formální zpracování
Formálním zpracováním se rozumí zpracování nástroji exaktního světa, nástroji matematiky a programovacími jazyky - počítači. Tyto nástroje jsou schopny operovat pouze s jazykovými konstrukty (formami) – řetězci symbolů, nikoliv s jejich významy.
Formální jazyky  (matematika, formální logiky, geometrie, programovací jazyky), jak bylo řečeno výše, jsou umělé jazyky exaktního světa a jejich jazykové konstrukty – formy mají (musí mít) exaktní interpretaci a jinou mít nemohou. Znamená to, že význam všem těmto jazykovým konstruktům je přiřazen s nulovou vnitřní vágností, tedy nejtěsněji, jak je to vůbec možné, absolutně - exaktně.  Má to důležitý důsledek, že operace s formami jsou tak zároveň operacemi s jejich pevně svázanými významy. Tyto jazyky jsou schopny reprezentovat jen a jen entity exaktního světa.
Přirozené jazyky jsou neformální jazyky, jejich jazykovým konstruktům – formám (slova, věty) je význam přiřazen vágní, subjektivní, a emocionální transformací, měnící se od člověka k člověku a u každého z nich v čase, které se říká konotace .  Vazba mezi formou a významem daná konotací je vágní, není pevná (významy „vlají“ kolem svých jazykových konstruktů), a tak operace s jazykovými konstrukty, nemohou být operacemi s jejich významy. 
Přirozené jazyky – přípustné a nepřípustné operace
Důsledkem volné vazby mezi formou a významem přirozených jazyků tedy je, že operace prováděné s jazykovými konstrukty s použitím nástrojů exaktního světa (matematika, formální logika, programovací jazyky - počítač) lze připustit pouze v případě, že se nevztahují na významy oněch konstruktů.  
Přípustné jsou tedy např. operace setřiďování úředních záznamů občanů podle data narození, jména či bydliště, uspořádávání databáze adres a působnosti firem do telefonních seznamů, statistická analýza textů pro automatické překladače (např. Google) apod.  
Nepřípustné jsou operace, které využívají významů zpracovávaných jazykových konstruktů, jako použití dvouhodnotové (i vícehodnotové) logiky i  fuzzy logiky pro usuzování, porovnávání jazykových konstruktů za účelem porovnání jejich významů v expertních systémech, ať už v sémantických sítích, rámcích a jiných strukturách viz Umělá inteligence.

## Vlastnost mysli, orgán nebo instinkt
Jedna z definic vidí jazyk primárně jako proprietu lidské mysli, která umožňuje lidem komunikaci: naučit se jazyk a produkovat a chápat výpovědi. Tato definice směřuje přímo k univerzalitě jazyka, který je společný všem lidem. Zasahuje také biologickou bázi, tedy unikátní vývoj lidského mozku. Zástupci teorie o tom, že akvizice jazyka je imanentní lidem, podpírají svá tvrzení o fakt, že kognitivně normální děti se jazyk naučí bez jakýchkoliv formálních instrukcí. Jazyky mohou dokonce vzniknout i spontánně na takovýchto místech, kde spolu žijí lidé mluvící různými jazyky, většinou dvěma a více, kteří spolu navzájem potřebují komunikovat; takto vzniklým jazykům se říká také kreolské. Tyto náhledy, které mohou být sledovány až k filosofům Kantovi a Descartesovi, chápou jazyk jako niterně imanentní člověku; promítají se též v Chomského teorii univerzální gramatiky. Tyto definice jsou často uplatňovány při studiu jazyka v kognitivně vědeckém rámci a v neurolingvistice. Tuto filosofii ale nesdílejí všichni jazykovědci. Jazyk může být také považován za sociální konstrukt.

## Formální systém znaků

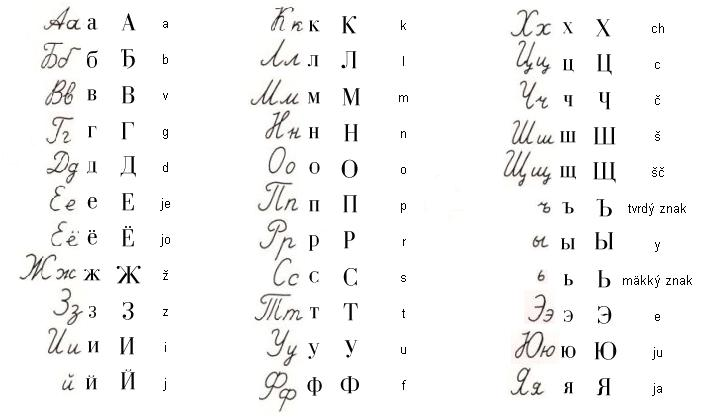
azbuka/cyrilice

Jiná definice vidí jazyk jako formální systém znaků spravovaný gramatickými pravidly pro formulaci a přenos sdělení. Tato definice popisuje jazyk jako uzavřený strukturovaný systém znaků sestávajících ze dvou částí, tedy označujícího (označení, slovo např. stůl) a označovaného (entita, ke které se výraz vztahuje, např. stůl jako obraz v mysli, koncept stolu, který se nám vybaví). Tento strukturní pohled na jazyk je odkazem Ferdinanda de Saussura, jeho dílo zůstává podnětné dodnes.
Formální přístup je typický svým postupem od nejelementárnějších částí – fonémů, po celky větší jako jsou slova nebo věty. Současným představitelem, který se touto problematikou zabývá, je Noam Chomsky, autor teorie o generativní gramatice. Definoval jazyk jako množinu vět, které mohou být vypovězeny na základě principu transformační gramatiky (proces generace jazyka v mozku). Tato transformační gramatika je vlastně soubor platných pravidel, která při užití formulují gramaticky správné věty. Chomsky považuje tuto schopnost mozku za imanentní a za samotný základ jazyka. Takováto teorie má blízko k formální logice a formální teorii gramatiky, uplatňuje se potom v aplikované počítačové lingvistice. 

### Rozvrstvení jazyka
Strukturní přístup k jazyku si lze ilustrovat přehledem jednotlivých úrovní jazyka, tak jak jsou studovány disciplínami lingvistiky. Jakékoliv jednotky jazyka se dělí do dvou skupin, a sice na jednotky émické (přípona -ém) a jednotky s předponou alo-. Émické jednotky jsou takové, které stojí na straně abstraktního konceptu jazyka, př. lexém (koncept slova společný všem). Alo jednotky jsou konkrétně aktualizované v určitém aktu řeči, př. alolex (konkrétně vyslovené slovo).
Úrovně seřazeny od nejmenších jednotek:
1. fonetická – zvuková stránka řeči
2. fonologická – zabývá se rozlišujícími prvky mezi znaky, hierarchizuje je a třídí (jednotka fón)
3. morfologická – studuje vytváření větších celků jak celých slov, tak jednotlivých významových částí slov, též třídí slova do gramatických kategorií (jednotka morfém)
4. lexikální – slovní zásoba jazyků (jednotka lex)
5. syntaktická – popisuje pravidla utváření frází nebo vět

## Nástroj komunikace

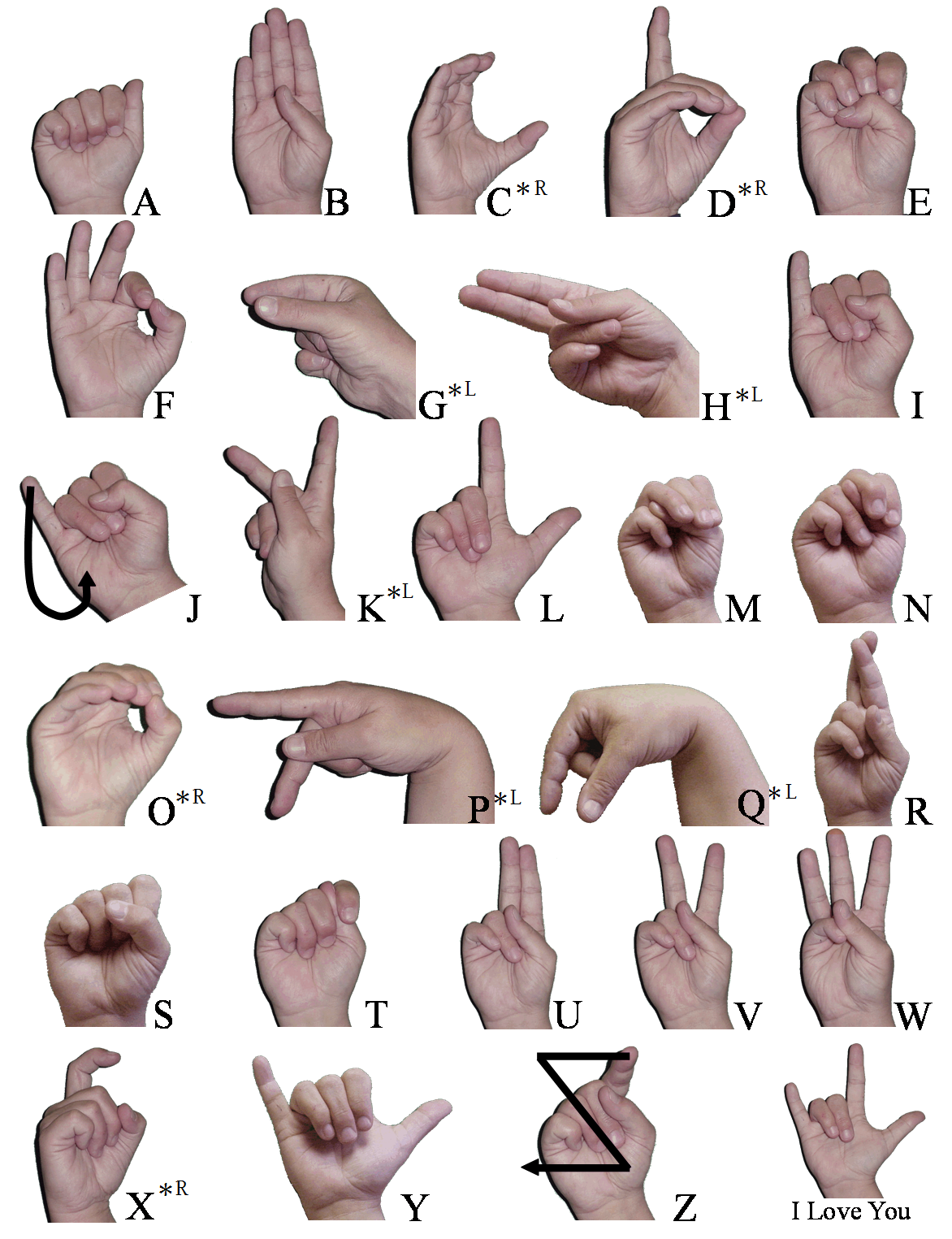
Abeceda amerického znakového jazyka

Nejpragmatičtější z definic vážící se k jazyku je patrně ta směřující k sociální (společenské) funkci. Ta vidí jazyk jako komunikační systém, který umožňuje lidem vyměňovat verbální nebo znakové výpovědi. Jako prostředek k vyjádření se a ovlivňování tak svého okolí nebo jednoduše k zábavě. Funkční teorie gramatiky vysvětlují gramatické struktury jejich komunikativní funkčností a chápou gramatickou strukturu jazyka jako výsledek adaptivního procesu, kterému byla gramatika “ušita na míru“, aby sloužila komunikativním potřebám jeho uživatelů.
Tento náhled úzce souvisí s kognitivním a interakčním rámcem, se kterým je často spojována sociolingvistika a lingvistická antropologie. Funkční teorie tíhnou k postupu studovat jazyk jako dynamický fenomén, jako struktury podléhající neustálému procesu změn tak, jak je používán svými uživateli. Tento pohled zdůrazňuje důležitost lingvistické typologie klasifikace jazyků podle jejich vnitřní struktury; umožňuje vidět proces gramatikalizace v kontextu daného systému a ze zjištěných údajů zobecňovat na celek. S oblastí filosofie jazyka, kde je akcentován pragmatický pohled, je často spojována pozdní práce Wittgensteinova a další filosofové jazyka jako P. Grice, J. Searl a W. O. Quine.

## Lidský jazyk

### Vývoj
Lidský jazyk vznikl před řádově sto tisíci lety. Experimenty ukazují, že gramatika není vrozená, ale získává se rychle v útlém dětství. Jazyku se člověk učí již v prenatálním období. Jazyk se mohl technicky spoluvyvíjet s výrobou nástrojů. Gramatika a slovní zásoba se vyvíjejí různě rychle a různým způsobem. S růstem velikosti skupiny mluvčích se jazyk zjednodušuje. Ovšem k počítání není jazyka třeba. Obecněji není jazyka třeba ani ke schopnosti uvažování. Jisté aspekty jazyka také částečně souvisejí s parametry prostředí jako například vlhkost vzduchu. Různé jazyky a písma však umožňují určovat význam ze zapsaného stejnou rychlostí. Počet živých jazyků se odhaduje na necelých 7 000 a do konce 21. století jich pravděpodobně polovina zanikne.

### Unikátnost
Lidský jazyk je unikátní ve srovnání s jinými formami komunikace používané zvířaty.[zdroj⁠?!] Systémy používané například včelami nebo primáty jsou systémy uzavřené, které obsahují jen velmi omezené množství interakcí.[zdroj?] Nicméně různé druhy zvířat mohou porozumět vokalizaci jiných druhů.
V kontrastu s tím je lidský jazyk otevřený, neustále se vyvíjí a má vlastnost produktivity, což znamená, že z omezeného množství znaků vzniká neomezené množství výpovědí a nová slova. Toto je možné díky dualitě jazyka, kde množina jednotek, které samy o sobě význam nemají (zvuky, písmena, gesta), může být takřka neomezeně kombinována s významy k vytvoření nových znaků. Znaky a gramatická pravidla jednotlivých jazyků jsou široce arbitrární, což znamená, že motivovanost spojení výrazu s obsahem může mít nejrůznější konotace ovlivněné nesčetnými okolnostmi a obsah také nemusí být motivován vůbec ničím. Interakce, které zahrnují komunikační prostředky zvířat, jsou většinou geneticky determinované.[zdroj?]
Některé druhy zvířat si dokázaly prostřednictvím sociálního učení osvojit několik druhů sebevyjádření prostřednictvím lexigramů. Podobně se mnoho druhů ptáků a velryb učí své písně imitací členů stejného druhu, ale zatímco se některá zvířata mohou naučit mnoho slov a znaků, tak si žádné nedokázalo osvojit více než čtyřleté dítě a cokoliv získaného ani vzdáleně nepřipomínalo komplexní gramatiku či lexikální rozmanitost lidského jazyka.[zdroj?]
Lidský jazyk se především liší od jakéhokoliv druhu zvířecího komunikačního systému tím, že rozlišuje gramatické a sémantické kategorie, jako jsou podstatná jména nebo slovesa, přítomnost, minulost a budoucnost, které mohou být užity k velmi komplexním sdělením. Také je jediným známým přirozeným jazykem, který je modálně nezávislý.[zdroj?] To znamená, že může být použit ke komunikaci ne pouze prostřednictvím jednoho kanálu či media, ale skrze několik. Například mluvený jazyk užívá modality auditivní, znakové jazyky a zápis fungují na vizuální modalitě a Braillovo písmo rozlišuje taktilní modalitu.
Jazyk je také unikátní tím, že může odkazovat na abstraktní skutečnosti a na smyšlené či hypotetické události, stejně tak na události, které se udály v minulosti nebo se stanou v budoucnosti. Tato schopnost referovat ke skutečnostem, které se neváží na aktuální čas a prostor, se nazývá dislokace. Některé druhy zvířecí komunikace vykazují známky dislokace, například komunikace včel při hledání nektaru. Stupeň této vlastnosti v lidské řeči je však považován[kým?] za unikátní.[zdroj?]